# Honoré-Armand de Villars
Honoré-Armand de Villars, duca di Villars, (Parigi, 4 ottobre 1702 – Aix-en-Provence, 27 aprile 1770) è stato un militare francese, governatore della Provenza dal 1734 al 1770.

## Biografia
Era figlio di Claude Louis Hector de Villars, maresciallo di Francia, e di Jeanne-Angélique Rocque de Varengeville, e nipote di Pierre de Villars, luogotenente generale degli eserciti del Re.
Maestro di campo di un reggimento di cavalleria, brigadiere delle armate del Re, prestò servizio in Italia nel 1733 sotto il padre. Fu lui a portare al Re la notizia della presa del castello di Milano, guadagnandosi la promozione al grado di brigadiere delle armate del Re.
Fu membro dell'Académie française, dove succedette al padre al seggio 18 il 16 agosto 1734.
Fu governatore generale dei paesi e delle contee della Provenza e della Tour du Bouc, sempre seguendo le orme del padre, dal 1734 fino alla sua morte.
Alla morte del padre, lui e la madre ereditarono i beni del defunto, tra cui il castello di Vaux-le-Vicomte e il grand e petit hôtel de Villars a Parigi (oggi rispettivamente il municipio del VII arrondissement e il Collegio Paul Claudel-d'Hulst). Alla morte della madre nel 1763, il Maréchale decise di vendere Vaux-le-Vicomte al duca di Praslin e fece trasferire le opere e i cimeli del padre nei suoi palazzi parigini, che furono venduti al duca di Brissac dopo la sua morte.
Dalla madre eredita, in Normandia, il castello di Galleville e il suo dominio, che vende nel 1764.

### La vita in Provenza
Vivendo in Provenza, fu mecenate dell'Académie de Marseille e partecipò raramente alle sessioni dell'Académie française. Fu amico di d'Alembert, Duclos e Voltaire, che lo ricevette più volte a Ferney.
Nel 1750, mentre era governatore della Provenza, acquistò un palazzo privato ad Aix, nell'attuale cours Mirabeau, costruito nel 1710 da Lois d'Esmivy de Moissac, membro della Corte dei Conti. Questa dimora fu costruita su un terreno prestigioso che dal 1664 era stato destinato a “palazzo del governo”. Tuttavia, il duca di Vendôme, il governatore a cui era stato assegnato il terreno, preferì l'isolamento del faubourg des Cordeliers, dove fece costruire il suo famoso padiglione.
La facciata fu completata nel 1757 per il duca di Villars da Georges Vallon: le quattro colonne che incorniciano l'ingresso monumentale sono, insieme a quelle dell'Hôtel de Ville e dell'Università, le uniche a invadere il territorio comunale, segno e privilegio del governatore. La scalinata presenta una bella balaustra ornata dallo stemma di Villars (rubato nel 1980). Da allora si chiama Hôtel de Villars.
Honoré Armand visse poco ad Aix e, come rappresentante dell'autorità reale, fu accolto male, soprattutto dal Parlamento di Provenza. Honoré Armand trascorse la maggior parte del suo tempo a Marsiglia, nel castello di Aygalades, dove morì.

### Eredità
Nel suo testamento del 27 giugno 1765, Honoré Armand, II duca di Villars, Pari di Francia e governatore della Provenza, lasciò in eredità alla città di Aix-en-Provence un'ingente somma di denaro per la creazione di diverse istituzioni: una biblioteca pubblica, un giardino di piante, un gabinetto di antichità e medaglie e una scuola d'arte. Questa scuola fu immediatamente istituita nella Chapelle des Dames, una succursale del Collège Bourbon.
Lasciò anche in eredità la statua di suo padre, Louis Hector, maresciallo di Francia e vincitore a Denain, realizzata dallo scultore Nicolas Coustou, per decorare la sala della prima biblioteca pubblica. Rinchiusa nel convento benedettino dopo la Rivoluzione, la scultura cadde nell'oblio fino al 1812, quando fu collocata in cima allo scalone del Municipio.

## Matrimonio e discendenza
Nel 1721 sposò Amable Gabrielle de Noailles (18 febbraio 1706 - 16 settembre 1771), figlia di Adrien Maurice de Noailles, terzo duca di Noailles, luogotenente generale delle armate del re, maresciallo di Francia, ministro di Stato, cavaliere dell'Ordine dello Spirito Santo e del Toson d'Oro, e di Françoise Charlotte d'Aubigné, nipote di Madame de Maintenon.
Saint Simon la descrive come una donna molto bella e influente a corte. Molto devota, fu dama di palazzo della regina (1727), poi dama di compagnia (1742) e fece parte della cerchia della regina Maria Leszczyńska. Da lei, Honoré Armand ebbe: 
- Amable Angélique de Villars (18 marzo 1723 - 16 settembre 1771), sposata nel 1744 con Guy Félix de Pignatelli d'Egmont, conte di Gavre, conte di Braine, figlio di Procope Pignatelli, 6º duca di Bisaccia, conte d'Egmont, e di Henriette Julie de Durfort Duras, contessa di Braine, nipote di Casimir Pignatelli d'Egmont. Si pensa che Amable Angélique sia il risultato di una relazione tra sua madre e Gian Filippo d'Orléans, Gran Priore dell'Ordine di Malta e figlio naturale legittimo del Reggente. Rimasta vedova nel 1753, si ritirò presso le Monache del Calvario[4]. Questo matrimonio non ebbe discendenti.

## Sessualità
A Villars fu dato il soprannome di ami de l'Homme (“amico dell'uomo”) in ragione della sua risaputa omosessualità. Al riguardo, Bachaumont annotò nelle sue Memorie (5 maggio 1770) che "era accusato di un vizio che aveva reso di moda a corte e che gli aveva procurato una vasta fama, come si può vedere ne La Pulzella". In effetti, nelle prime edizioni de La Pulzella d'Orléans, Voltaire aveva aggiunto il suo nome a quello del marchese di Thibouville, accusato dello stesso "vizio", nei seguenti versi:
Imitateurs du premier des Césars,

Tout enflammés du feu qui les possède,

Tête baissée attendre un Nicomède;

Et seconder, par de fréquents écarts,

imitatori del primo Cesare,

tutti ardenti del fuoco che li possiede,

a testa china in attesa di un Nicomede;

E secondo, con frequenti deviazioni,

(Voltaire, La Pulzella d'Orléans)
Racconta Casanova nella Storia della mia vita: “Esaminando il suo portamento e il suo volto, mi sembrò di vedere una donna di settant'anni vestita da uomo, magra, emaciata e resa, che in gioventù avrebbe potuto essere bella. Aveva le guance chiazzate di rosso, le labbra carminio, le sopracciglia nere, i capelli appiccicati alla testa con molto unguento d'ambra e un grande bouquet all'occhiello più alto che gli arrivava al mento. Inoltre, era molto educato, affabile e manierato, tutto nel gusto del periodo della Reggenza. Mi è stato detto che da giovane aveva amato le donne, ma che da vecchio aveva fatto il modesto passo di diventare la moglie di tre o quattro bei mignon che teneva al suo servizio. Questo duca era governatore della Provenza".